# 倉河奈央
倉河 奈央（くらかわ なお、2000年1月30日 - ）は、日本の女優、ミュージカル女優、女性アイドル。解散を発表したアイドルグループ「フラミングの法則」の元メンバー。

## 経歴
2019年から芸能事務所（ファインモーション｝に所属し、芸能活動を本格的にスタートした。本業は役者だが、被写体、歌、ダンス、絵を描くなど幅広く活動している。
2020年6月9日、オーディションを経て、ダンスボーカルユニット「フラミングの法則」のメンバーに選出され、メンバーとして活動していたが、2021年12月14日、フラミングの法則の解散と2022年1月以降に解散ライブを行うことが発表された。
2022年1月30日、ファインモーションを円満退社した事をSNSで報告した。
2022年3月、成城大学文芸学部芸術学科を卒業し、サンズエンタテイメントを経て、現在は株式会社thanksに所属している。

## 人物
趣味はイラストを描くこと（デジタルアニメーション）。特技はピアノ（4才～）、声楽（オペラ）、ジャズヒップホップ、テーマパークダンス。フランス語検定4級、日本化粧品検定3級の資格を有する。

## 出演

### 映画
- がっこうぐらし!（2019年、柴田一成監督） - 高校生 役
- リトルレター（2019年、岩井俊二監督） - 受験生の一人[※ 1][11][12]

### テレビ
- 探偵が早すぎる（2018年7月19日 - 9月20日、日本テレビ） - 第二話：水泳部員役
- カカフカカ-こじらせ大人のシェアハウス-（2019年4月26日 - 6月28日、MBSテレビ等） - 第四話：女子高生役
- 林修の今でしょ!講座 （2020年5月12日、テレビ朝日）
- 教場II・後編 （2021年1月4日、フジテレビ）- 199期生・早川萌々役
- 黒革の手帖～拐帯行～（2021年1月7日、テレビ朝日）- キャバ嬢・マミ役
- 月曜プレミア8「冤罪犯」（2021年8月30日、テレビ東京系） - 深沢美穂役
- らせんの迷宮〜DNA科学捜査〜（2021年10月15日、テレビ東京系） - 第一話：山村聡美役[※ 2]
- ジョンソン～俺のベストキス発表会～（2023年11月27日、TBSテレビ）- 女子高生役

### ラジオ
- ステラ☆HAPPY tune!～川瀬忍と金髪りさのペリペリRadio～（2021年8月4日、市川うららFM）※公開録音：2021年7月21日[13]
- ステラ☆HAPPY tune!～ペピとみゆパイのペリペリRadio～（2022年4月27日、市川うららFM）※公開録音：2022年4月20日
- N-FIELD（2022年11月5日-、NACK5）※スノーレポーター「ジー子」として出演[14]
- ハマビジ!（2023年8月30日、ラジオ日本）※ゲスト
- GOGOMONZ（2023年8月29日、9月21日、10月19日、11月7日、NACK5）※「DREAM　CARAVAN」レポーター
- Smile SUMMIT（2023年12月6日、NACK5）[15]

### CM
- マンナンライフ『ララクラッシュ』（2019年） - 女子高生[16]
- ミツカン『タピオカ寿司』（2019年） - 女子高生

### 舞台
- B.A.R＝BLUE AND RED ～連続オリジナル朗読企画＆いきなり本番即興芝居に挑戦！～（2019年9月15日、音部屋スクエア）
- 朗読エンターテイメント『Greif3』（2021年3月4日 - 7日、劇的スペース・オメガ東京）
- M座ミュージカル『ボードビル』（2021年6月3日 - 6日、IMAホール）
- 絶対青春合唱コメディ『SING!!!』～空の青と海の青と僕らの学校～（2021年9月29日 - 10月3日、新国立劇場）
- ミュージカル座4月公演 『プロパガンダ・コクピット』（2022年4月7日 - 10日、IMAホール）
- ミュージカルコメディ『夏の夜の夢』（2022年7月28日 - 30日、JOYJOY THEATER） - 主演：ハーミア役
- Comedy女子『Timing』（2023年4月25日 - 30日、アトリエファンファーレ高円寺） - 倉河奈央の出演は4月28日-
- 演劇集団イルカボーイズ 第四回公演『トンネルに咲く花』（2023年5月25日 - 28日、シアター711） - 雨チーム・ジュリ役
- ストレイドッグ 夕凪の街 桜の国【広島公演】（2023年8月19日、広島県民文化センター 多目的ホール）
- ストレイドッグ 夕凪の街 桜の国【東京公演】（2023年9月1日 - 3日、新国立劇場 小劇場）
- エクレール・シアター 舞台★第2回公演『Laugh＆Serious・2』（2024年7月13日 - 15日、ブルースクエア四谷 ）

### トークライブ・イベント
- おっぱいが大きい娘はバカが多いって言う奴がバカ！（2021年2月5日、早稲田クローバースタジオ）
- 馬鹿フェス！2022！（2022年2月18日 - 20日、早稲田クローバースタジオ）
- いとちゃんういちゃん！馬鹿ゲームライブ！vol.21 〜スプリうぃング ハズ カム〜（2022年04月14日、早稲田クローバースタジオ）
- ハッピーミュージックアワー『音バラ』Vol.7（2022年6月24日、四谷LOTUS）
- 馬鹿ゲームライブ!vol.25～中秋のめうぃげつ～（2022年9月15日、早稲田クローバースタジオ）
- 馬鹿ゲームライブ！vol.33〜毎日がサマー馬鹿ーション〜（2023年7月4日、池袋東口ゲキパ）